# Póney Bill
En el universo imaginario de J. R. R. Tolkien, el póney Bill es el poni más famoso de la Guerra del Anillo. 
Acompañó a la Comunidad después de que abandonaran Bree, puesto que los otros ponis habían sido robados o dispersados del establo de la posada «El Póney Pisador» por un servidor de Saruman llamado Bill Helechal. El mismo Helechal se lo vendió a Cebadilla Mantecona a un precio muy caro y en un estado deplorable, producto de castigos y del hambre al que lo sometía su dueño.
Se hizo muy amigo y fue muy cuidado por Sam Gamyi en el trayecto entre Bree y Rivendel. Tras la herida causada por el Nazgûl a Frodo, en Amon Sûl cargó al Portador del Anillo sobre su lomo en el trayecto entre la Cima de los Vientos y las cercanías del Vado de Bruinen, lo que le exigió un gran esfuerzo que pronto fue recompensado por el cuidado de Sam y de los elfos de Rivendel, en su larga estadía en ese lugar.
Fue con la Compañía del Anillo, porque Sam se negaba a dejarlo, cargando enseres y vituallas y se portó valientemente en todo el trayecto, mostrando fidelidad a su amo y entereza en los momentos peligrosos. Hasta soportó a Sam en su lomo en el regreso del Paso del Cuerno Rojo en medio de una alta montaña de nieve que les impedía el paso.
A Bill tuvieron que abandonarlo frente a la Puerta Oeste de Moria, ya que no podían llevarlo por las profundas y empinadas galerías de la misma. Con gran tristeza Sam le quitó los arreos y descargó el equipaje, dejándolo partir por las tierras tenebrosas de Acebeda
Al final de la Guerra del Anillo y cuando los hobbits volvían a casa, recuperaron a Bill, que había vuelto por sus propios medios a Bree. Y de allí Bill fue con Sam, su amigo, de vuelta a La Comarca en donde participó de la batalla de Delagua. Sus últimos días los pasó con su amo en Bolsón Cerrado.
- Datos: Q2496414